# Аникин Починок
Аникин Починок — деревня в Тотемском районе Вологодской области.
Входит в состав Толшменского сельского поселения, с точки зрения административно-территориального деления — в Никольский сельсовет.
Расстояние по автодороге до районного центра Тотьмы — 108 км, до центра муниципального образования села Никольское — 8 км. Ближайшие населённые пункты — Галкино, Синицыно, Суровцово.
По переписи 2002 года население — 34 человека (19 мужчин, 15 женщин). Всё население — русские.